# Partia Chrześcijańsko-Demokratyczna (Salwador)
Partia Chrześcijańsko-Demokratyczna (hiszp. Partido Demócrata Cristiano) – partia polityczna w Salwadorze. Została założona 12 października 1960 roku. Obecnym liderem partii jest Rodolfo Soto.
W wyborach parlamentarnych w 2009 zdobyła 6,63% głosów uzyskując 5 mandatów w Zgromadzeniu Ustawodawczym.